# (10150) 1994 PN
1994 بي أن (ويعرف أيضًا باسم (10150) 1994 بي أن وفق تسمية الكوكب الصغير) (بالإنجليزية: 1994 PN)‏ هو كويكب ضمن حزام الكويكبات؛ وترتيبه 10150 من حيث الاكتشاف.
اكتُشف هذا الجُرم الفلكي بواسطة Gordon J. Garradd ‏ في 7 أغسطس 1994.

## وصلات خارجية
- (10150) 1994 PN في قاعدة بيانات مختبر الدفع النفاث لأجرام النظام الشمسي الصغيرة

- الاكتشاف · مخطط المدار ·  العناصر المدارية · المعلمات المادية

- (10150) 1994 PN على موقع ويكي سكاي: DSS2, SDSS, GALEX, IRAS, Hydrogen α, X-Ray, Astrophoto, Sky Map, Articles and images